# Oroville East, California
Oroville East, California (енгл. Oroville East) насељено је место без административног статуса у америчкој савезној држави Калифорнија.

## Демографија
По попису из 2010. године број становника је 8.280, што је 400 (-4,6%) становника мање него 2000. године.
| Група             | 2000.         | 2010.         |
| Белци             | 7.663 (88,3%) | 6.417 (77,5%) |
| Афроамериканци    | 57 (0,7%)     | 126 (1,5%)    |
| Азијати           | 80 (0,9%)     | 294 (3,6%)    |
| Хиспаноамериканци | 396 (4,6%)    | 702 (8,5%)    |
| Укупно            | 8.680         | 8.280         |